# Adeloch
Adeloch, aussi appelé Adalloc, est le 27e évêque de Strasbourg, de 817 à 822. Il succède à Erlehardus.
Précepteur de Louis le Pieux, il décide la construction de l'église Saint-Thomas et de l'école avoisinante.

## Le sarcophage d'Adeloch

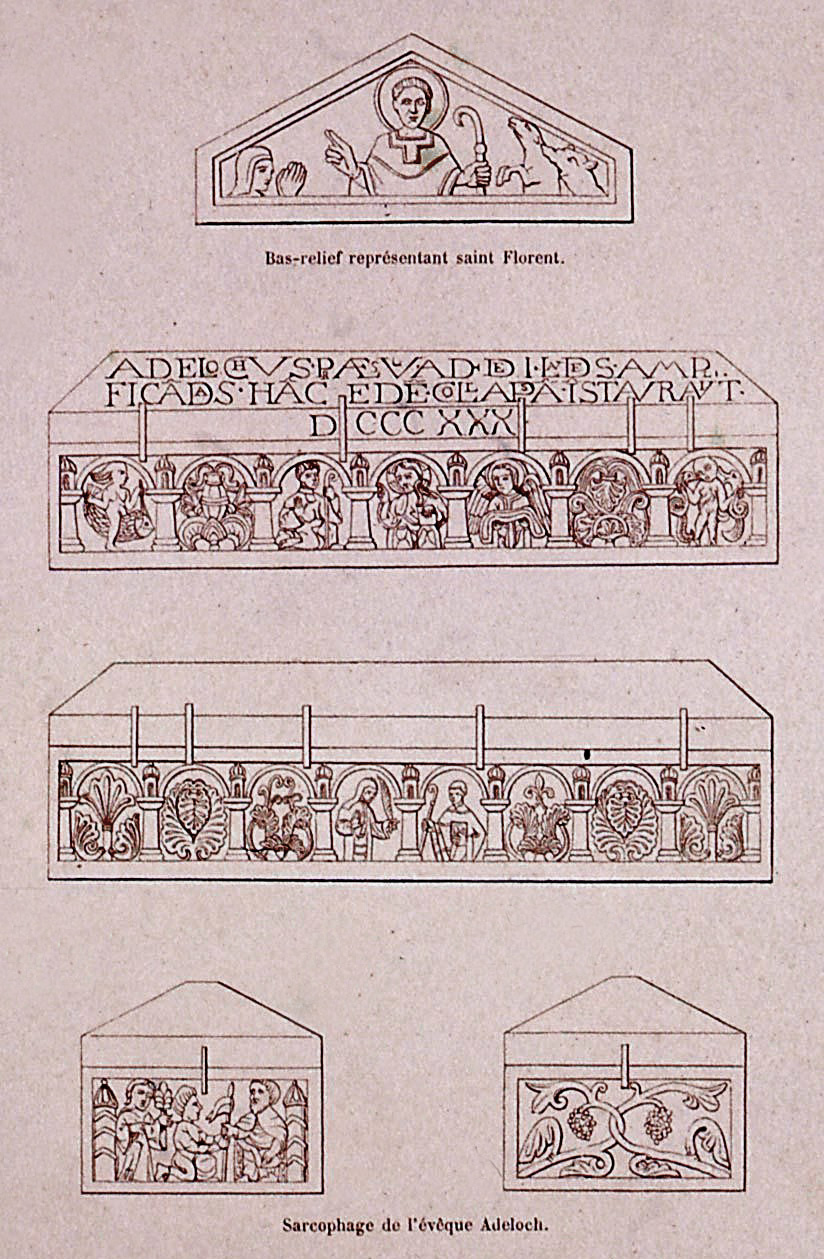
Lithographie de G. Silbermann (1860).

Son sarcophage roman, richement décoré et datant de 1130, est conservé dans cette église. Selon Robert Will, on peut l'attribuer à l'atelier du cloître d'Eschau. Ses dimensions sont les suivantes : longueur : 1,66 m ; hauteur : 0,70 m ; épaisseur : 0,44 m. Le sarcophage repose sur le corps de quatre lions. Le couvercle en bâtière comporte l'inscription latine suivante : 
« ADELOCHUS PRAESUL AD DEI LAUDES AMPLIFICANDAS HANC EDEM COLLAPSAM INSTAURAVIT »

## Toponymie
Un ancien village situé entre Koenigshoffen et la Bruche se nommait Adelshoffen, en référence à l'évêque du IXe siècle.